# ميشال المر
ميشال المرّ (29 أيلول 1932 - 31 كانون الثاني 2021) هو سياسي ورجل أعمال لبناني لعب دورا نافذا في الحياة العامة والتركيبات السياسية اللبنانية لسنوات طويلة كوزير ونائب ومموّل.

## حياته العلمية والعملية
- درس في مدرسة الآباء اليسوعيين، وبعدها في جامعة القديس يوسف ونال منها عام 1955 شهادة في الهندسة المدنية.
- سافر بعد تخرجه إلى سيراليون وأسّس فيها شركة أشغال عامة حققت نجاحًا واسعًا.
- ترشّح للمرة الأولى في الانتخابات النيابية لدورة عام 1960 متحالفًا مع الحزب السوري القومي الاجتماعي لكنه خسر فيها. وفي دورة عام 1964 ترشّح مره أخرى وخسر بها أيضًا. وفي دورة عام 1968 ترشّح عن المتن وعقد تحالف مع حزب الكتائب ضمن لائحة الحلف الثلاثي واستطاع فيها أن يصبح نائبًا في البرلمان. كما ترشّح في دورة عام 1972 لكنه لم ينجح. كان أثناء الحرب الأهلية اللبنانية يعد من المقربين من القوات اللبنانية تحت قيادة بشير الجميل ثم إيلي حبيقة، وقد ساهم عام 1985 في توقيع «الإتفاق الثلاثي» في دمشق. تعرض في 20 مارس 1991 لمحاولة اغتيال إثر تفجير سيارة مفخخة لدى مروره في منطقة أنطلياس.
- بعد اتفاق الطائف عُيّن نائبًا عن مقعد الروم الأرثوذكس في عاليه، وترشّح بعدها لانتخابات أعوام 1992 و 1996 و 2000 و 2005 و 2009 واستطاع النجاح بها، وخلال دوره عام 1992 ترأّس كتلة نيابية مكوّنة من عشرة نوّاب، وفي دورة عامي 1996 و 2000 ترأّس كتله من سبعة نواب، بينما في دورة عام 2005 كان عضوًا في تكتل التغيير والإصلاح الذي يرأسه حليفة بالانتخابات النائب ميشال عون، وذلك قبل أن يترك التكتّل ويعلن أنه عضو مستقل.
- قام بدور سياسي مهم منذ عام 1968، وكان له إسهام في وصول كل من الرؤساء إلياس سركيس وبشير الجميل وإميل لحود وميشال سليمان إلى سدّة الرئاسة، ويعتبره البعض بأنه صانع الرؤساء.
- انتخب في أكتوبر 2004 نائبًا لرئيس مجلس النواب، وذلك بعد تولّي نائب الرئيس إيلي الفرزلي منصب وزاري في حكومة الرئيس عمر كرامي.

### مشاركته بالحكومات اللبنانية
حمل طوال مشواره السياسي العديد من الحقائب الوزارية مع تولّيه منصب نائب رئيس مجلس الوزراء:
- وزيرًا للإسكان والتعاونيات ووزيرًا للبرق والبريد والهاتف من 16 يوليو 1979 حتى 25 أكتوبر 1980 في حكومة الرئيس سليم الحص في عهد الرئيس إلياس سركيس.
- وزيرًا للبرق والبريد والهاتف من 25 أكتوبر 1980 حتى 7 أكتوبر 1982 في حكومة الرئيس شفيق الوزان بعهد الرئيس إلياس سركيس.
- نائبًا لرئيس مجلس الوزراء ووزيرًا للدفاع الوطني من 24 ديسمبر 1990 حتى 16 مايو 1992 في حكومة الرئيس عمر كرامي في عهد الرئيس إلياس الهراوي.
- نائبًا لرئيس مجلس الوزراء ووزيرًا للدفاع الوطني من 16 مايو 1992 حتى 31 أكتوبر 1992 في حكومة الرئيس رشيد الصلح في عهد الرئيس إلياس الهراوي، كما إنه من 16 سبتمبر 1992 أصبح بالإضافة إلى منصبه السابق وزيرًا للبريد والمواصلات السلكية واللاسلكية.
- نائبًا لرئيس مجلس الوزراء من 31 أكتوبر 1992 حتى 25 مايو 1995 في حكومة الرئيس رفيق الحريري في عهد الرئيس إلياس الهراوي، وفي 2 سبتمبر 1994 أصبح بالإضافة إلى ذلك وزيرًا للداخلية.
- نائبًا لرئيس مجلس الوزراء ووزيرًا للداخلية من 25 مايو 1995 حتى 7 نوفمبر 1996 في حكومة الرئيس رفيق الحريري في عهد الرئيس إلياس الهراوي.
- نائبًا لرئيس مجلس الوزراء ووزيرًا للداخلية من 7 نوفمبر 1996 حتى 4 ديسمبر 1998 في حكومة الرئيس رفيق الحريري في عهد الرئيس إلياس الهراوي.
- نائبًا لرئيس مجلس الوزراء ووزيرًا للداخلية ووزير دولة للشؤون البلدية والقروية من 4 ديسمبر 1998 حتى 26 أكتوبر 2000 في حكومة الرئيس سليم الحص في عهد الرئيس إميل لحود.

## حياته الأسرية
- في عام 1957 تزوج من سيلفي أبوجودة وأنجبا:

1. إلياس (وزير سابق).
2. ميرنا (رئيس اتحاد بلديات المتن).
3. لانا.

- أُخته المؤرخة مي المر

## وفاته
توفي المر صباح الأحد 31 كانون الثاني 2021، بسبب مضاعفات كورونا.